# Diecezja Riobamba
Diecezja Riobamba (łac. Dioecesis Rivibambensis) – rzymskokatolicka diecezja w Ekwadorze należąca do metropolii Quito. Została erygowana 29 grudnia 1862 jako diecezja Bolivar, natomiast w 1955 została zmieniona nazwa na Riobamba.

## Ordynariusze

### Biskupi diecezji Bolívar
- José Ignacio Ordóñez 1866 – 1879
- Arsenio Andrade 1884 – 1907
- Andrés Machado S.J. 1907 – 1916
- Ulpiano Maria Perez y Quinones 1916 – 1918
- Carlos María de la Torre 1919 – 1926
- Alberto Maria Ordóñez Crespo 1930 – 1954
- Leonidas Proaño 1954 – 1955

### Biskupi diecezji Riobamba
- Leonidas Proaño 1955 – 1985
- Victor Alejandro Corral Mantilla 1987 – 2011
- Julio Parrilla Díaz 2013 – 2021
- José Bolivar Piedra Aguirre od 2022

## Bibliografia

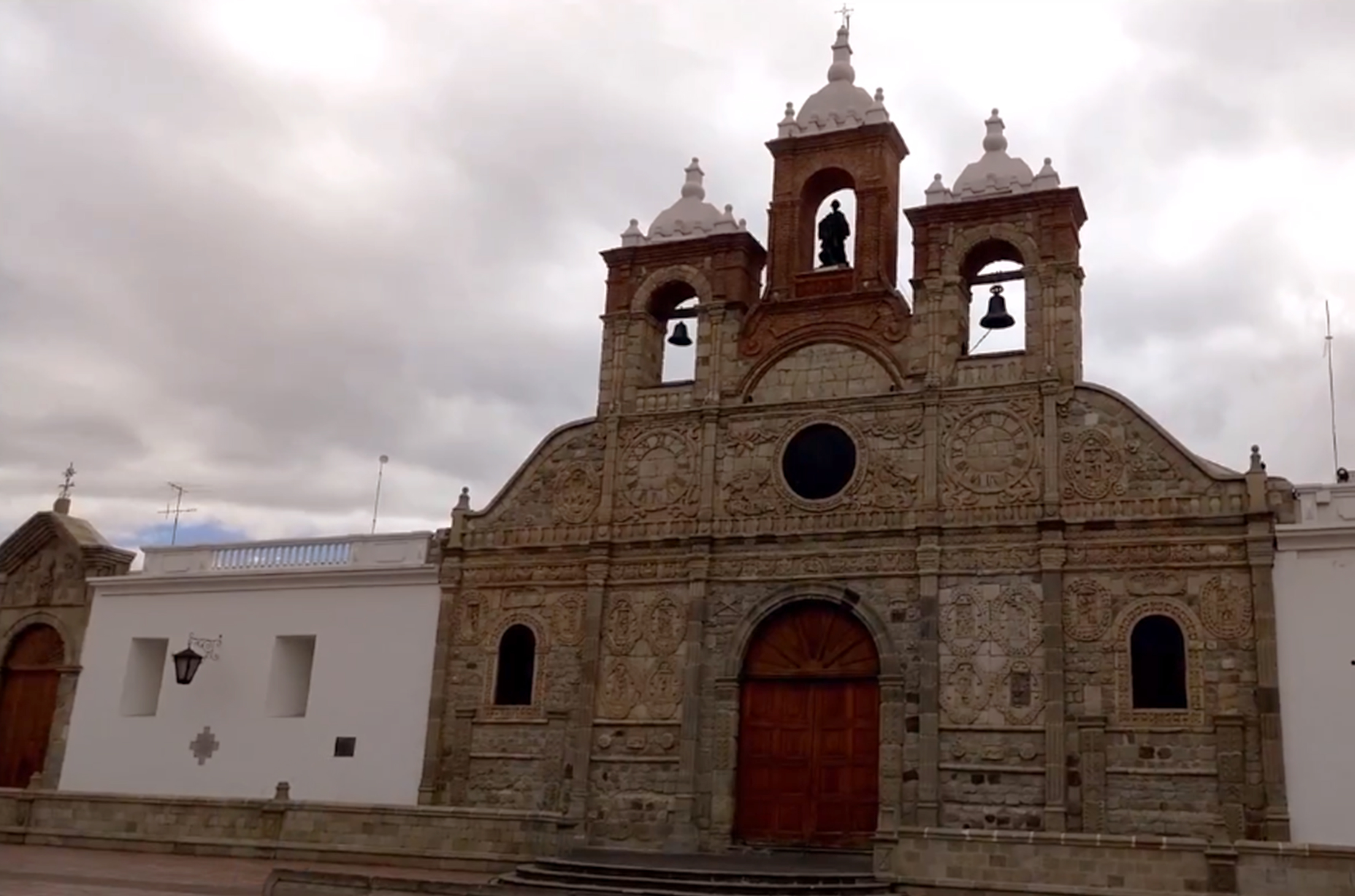
Bazylika katedralna w Riobamba